# Принц і жебрак (фільм, 1942)
«Принц і жебрак» (інша назва — «Том Кенті») (рос. Принц и нищий) — радянський художній фільм 1942 року, екранізація однойменного роману Марка Твена. Вийшов на екрани 24 січня 1943 року.

## Сюжет
Том Кенті, син англійського простолюдина, при випадкових обставинах потрапляє до палацу короля Англії. Він знайомиться зі своїм однолітком, спадкоємцем престолу принцом Едуардом. Захоплений розповіддю Кенті про життя вулиці, принц вирішує пробратися в нетрі Лондона і особисто випробувати задоволення від ігор з вуличними хлопчиськами. Едуард вмовляє Тома обмінятися костюмами. Заглянувши в басейн, хлопчики переконуються, що вони як дві краплі води схожі один на одного. Опинившись на вулиці, принц зазнає всі негаразди вуличного хлопчака. Він знайомиться зі справжнім життям англійських трудівників. Його вражають злидні і безправ'я народу, несправедливість діючих в Англії законів. Тим часом Тома Кенті приймають в палаці за наслідного принца. Кенті в свою чергу переконується в лицемірстві, що панує при дворі. Після смерті короля Том Кенті повинен успадковувати корону Англії. У день коронації істинний принц заявляє свої права на престол. Том з радістю передає кермо влади в руки спадкоємця.

## У ролях
- Марія Барабанова —  Том Кенті, жебрак / принц Едуард VI
- Юрій Толубєєв —  Король Генріх VIII
- Сергій Троїцький —  Джон Кенті, батько Тома
- Клавдія Половикова —  мати Тома
- Матвій Ляров —  сер Берклі
- Андрій Абрикосов —  Майльс Гендон
- Сергій Комаров —  капелан
- Олена Кузьміна —  відьма
- Степан Каюков —  водовоз
- Георгій Мілляр —  Йокель, жебрак і колишній фермер
- Михайло Трояновський —  Бернс, жебрак
- Олексій Консовський —  Гуго, жебрак
- Олена Тяпкіна —  селянка
- Олександр Гречаний — епізод
- Олена Максимова — жебрачка
- Микола Коміссаров —  вельможа
- Олександр Козубський —  слуга
- Софія Ланська —  Нані Кенті, сестра Тома

## Знімальна група
- Автор сценарію: Микола Ердман
- Режисери-постановники: Ераст Гарін, Хеся Локшина
- Оператор: Жозеф Мартов
- Художники: Сергій Козловський, Ш. Мірзоян, Володимир Нікітченко
- Композитор: Сергій Потоцький
- Звукооператор: С. Юрцев
- Оператор комбінованих зйомок: Михайло Кириллов
- Художники по костюмах: К. Єфімов, Л. Байкова
- Художник-гример: М. Мардісова
- Директор: Яків Свєтозаров